# Johnatan Camargo
Johnatan Camargo (Capacho Nuevo, 31 de julio de 1988) es un ciclista profesional venezolano.
Ha participado en la Vuelta al Táchira, Vuelta a Venezuela y otras competencias nacionales.

## Palmarés
2008
- 1º en 8ª etapa Vuelta al Táchira, Cerro del Cristo Rey  Venezuela
- 3º en Campeonato de Venezuela de Ciclismo en Ruta, Ruta, Santa Cruz de Mora  Venezuela

2009
- 3º en Clásica Ciudad de San Cristóbal, San Cristóbal  Venezuela

2010
- 5º en 4ª etapa Vuelta al Táchira, Cordero  Venezuela
- 1º en 6ª etapa Vuelta al Táchira, La Grita  Venezuela
- 5º en 7ª etapa Vuelta al Táchira,  Venezuela
- 2º en 9ª etapa Vuelta al Táchira, Pregonero  Venezuela
- 2º en 11.ª etapa Vuelta al Táchira, Cerro del Cristo Rey  Venezuela
- 4º en Clasificación General Final Vuelta al Táchira Venezuela
- 3º en 1ª etapa Clásico Virgen de la Consolación de Táriba  Venezuela
- 1º en 2ª etapa Clásico Virgen de la Consolación de Táriba  Venezuela
- 1º en 3ª etapa Clásico Virgen de la Consolación de Táriba El Cobre  Venezuela
- 1º en Clasificación General Final Clásico Virgen de la Consolación de Táriba  Venezuela
- 1º en 1ª etapa Vuelta a Tovar, Tovar  Venezuela
- 1º en 2ª etapa Vuelta a Tovar  Venezuela
- 1º en 4ª etapa Vuelta a Tovar, Tovar  Venezuela
- 1º en Clasificación General Final Vuelta a Tovar  Venezuela
- 3º en 1ª etapa Vuelta Gobernación Norte de Santander, Sardinata  Colombia

2011
- 2º en 9ª etapa Vuelta al Táchira  Venezuela
- 1º en 10.ª etapa Vuelta al Táchira, La Grita  Venezuela
- 2º en 11.ª etapa Vuelta al Táchira, Cerro del Cristo Rey  Venezuela
- 9º en Clasificación General Final Vuelta al Táchira  Venezuela
- 2º en 1ª etapa Vuelta a Tovar  Venezuela

2012
- 5º en 7ª etapa Vuelta al Táchira, La Grita  Venezuela
- 5º en 9ª etapa Vuelta al Táchira Venezuela
- 4º en 10.ª etapa Vuelta al Táchira,  Venezuela
- 7º en Clasificación General Final Vuelta al Táchira Venezuela
- 5º en 1ª etapa Vuelta a Bolivia  Bolivia

2013
- 4º en 5ª etapa Vuelta al Táchira, La Grita  Venezuela
- 8º en Clasificación General Final Vuelta al Táchira Venezuela
- 1º en 1ª etapa Vuelta a Santa Cruz de Mora  Venezuela
- 1º en Clasificación General Final Vuelta a Santa Cruz de Mora  Venezuela
- 4º en 2ª etapa Vuelta a Venezuela, Caripe  Venezuela
- 3º en 7ª etapa Vuelta a Venezuela, Barquisimeto  Venezuela
- 3º en Clasificación General Final Vuelta a Venezuela  Venezuela
- 3º en 1ª etapa Clásico Virgen de la Consolación de Táriba  Venezuela
- 3º en 4ª etapa Clásico Virgen de la Consolación de Táriba  Venezuela
- 1º en 1ª etapa Vuelta a Tova  Venezuela
- 1º en 2ª etapa Vuelta a Tovar  Venezuela
- 1º en 3ª etapa Vuelta a Tovar  Venezuela
- 1º en Clasificación General Final Vuelta a Tovar  Venezuela

2014
- 5º en 3ª etapa Vuelta al Táchira, San Cristóbal  Venezuela
- 1º en 4ª etapa Vuelta al Táchira, Mérida  Venezuela
- 3º en 5ª etapa Vuelta al Táchira, La Grita  Venezuela
- 1º en 7ª etapa Vuelta al Táchira, San Juan de Colón  Venezuela
- 1º en 8ª etapa Vuelta al Táchira, Cerro del Cristo Rey  Venezuela
- 1º en 9ª etapa Vuelta al Táchira, Casa del Padre  Venezuela
- 4º en Clasificación General Final Vuelta al Táchira Venezuela
- 2º en 1ª etapa Vuelta a Mendoza, Mendoza  Argentina
- 2º en 5ª etapa Vuelta Internacional al Estado Trujillo  Venezuela
- 4º en 4ª etapa Vuelta a Venezuela, Barinitas  Venezuela
- 5º en 6ª etapa Vuelta a Venezuela, San Vicente  Venezuela
- 4º en Clasificación General Final Vuelta a Venezuela  Venezuela
- 1º en 7ª etapa Tour de Guadalupe, Bouillante  Guadalupe
- 10º en Clasificación General Final Tour de Guadalupe  Guadalupe
- 2º en 1ª etapa Vuelta a Tovar  Venezuela
- 3º en 2ª etapa Vuelta a Tovar  Venezuela
- 2º en Clasificación General Final Vuelta a Tovar  Venezuela
- 1º en 2ª etapa Vuelta a Santa Cruz de Mora  Venezuela
- 1º en Clasificación General Final Vuelta a Santa Cruz de Mora  Venezuela
- 1º en 4ª etapa Tour Lotería del Táchira  Venezuela
- 3º en 3ª etapa Vuelta a Bramón, Bramón  Venezuela

2015
- 5º en 7ª etapa Vuelta al Táchira, Bramón  Venezuela
- 2º en 9ª etapa Vuelta al Táchira, Casa del Padre  Venezuela
- 5º en Clasificación General Final Vuelta al Táchira Venezuela
- 3º en 1ª etapa parte B Vuelta a Santa Cruz de Mora  Venezuela
- 3º en Clasificación General Final Vuelta a Santa Cruz de Mora  Venezuela
- 3º en 1ª etapa Vuelta Internacional al Estado Trujillo  Venezuela
- 1º en 5ª etapa Vuelta Internacional al Estado Trujillo  Venezuela
- 3º en Clasificación General Final Vuelta Internacional al Estado Trujillo  Venezuela
- 3º en 2ª etapa Vuelta a Tovar  Venezuela

## Equipos
- 2007  Gobernación del Zulia - Alcaldía de Cabimas
- 2011  Gobernación del Zulia
- 2012  Boyacá Orgullo de América
- 2012  Gobernación del Zulia
- 2013  Lotería del Táchira
- 2013  Kino Táchira
- 2014  Gobernación del Táchira
- 2015  JHS Grupo - JHS Aves